# Lusia Strus
Lusia Strus est une actrice américaine, née en 1958, à Chicago (Illinois).

## Filmographie
- 1999 : Hypnose (Stir of Echoes) : Sheila McCarthy
- 2001 : Danny's Wish : Cindy Rackley
- 2001 : The Secret : Olenka
- 2001 : L'Entre-mondes (Soul Survivors) : Stern Nurse
- 2002 : Design de Davidson Cole : Delilah
- 2002 : No Sleep 'til Madison : Loraine
- 2004 : Amour et amnésie (50 First Dates) : Alexa
- 2004 - 2007 : Ned ou Comment survivre aux études : Dr Xavier
- 2005 : Miss FBI - Divinement armée (Miss Congeniality 2: Armed & Fabulous) : Janine
- 2011 : Restless de Gus Van Sant : Rachel
- 2016 - 2016 : Good Behavior : Estelle Raines